# Очы-Бала
Очы-Бала — алтайский народный героический эпос, опубликованный народным сказителем Горного Алтая Алексеем Калкиным.

## Сюжет
Главная героиня эпоса Очы-Бала — женщина-богатырь, которая, узнав о нападении на её родной Алтай войска Кан-Таадьи-Бия во главе с его сыном Ак-Дьалой, бесстрашно вступает в бой с неприятелями и побеждает их, убив Ак-Дьалу. Однако Кан-Таадьи-Бий оживляет своего сына, и снова начинается схватка. Очы-Бала отправляется в логово к Кан-Таадьи-Бию, чтобы раскрыть секрет его могущества. На пути ей встречаются различные мифические существа, например Кöк-Бука (синий бык), посланник Эрлика. Она вступает с ним в борьбу, и, следуя совету своего коня Очы-Дьерена, превращается в беркута и побеждает его. Благодаря уму и находчивости ей удалось раскрыть тайну могущества Кан-Таадьи-Бия: секрет его в девятигранном синем камне, хранящемся в золотом сундуке. Завладев камнем, Очы-Бала побеждает врага и спасает свою землю и народ. После этого она превратилась в месяц, а её конь Очы-Дьерен — в Полярную звезду.

## Исполнение
Народные эпосы по типу «Очы-Бала» исполнялись обычно с помощью техники горлового пения (кай), в сопровождении топшура — щипкового музыкального инструмента. Исполняют их кайчи (сказители). Топшур мог одушевляться и трактоваться как конь сказителя, на котором тот совершает путешествие в мир эпических событий. Многие эпические сказания начинаются обращением кайчи к топшуру, например эпос «Очы-Бала» открывается следующими стихами:
| Зачин эпоса Очы-Бала                                                                                  | Перевод на русский язык                                                                                              |
| --- | --- |
| О-о-о! Jойгон агаш тöсинен Jонуп эткен топчуурым, Jорго ло малдын jараш кылын Ээп, кылдап ойного-н-н… | О-о-о! Из основания пихты-дерева Выструганный мой топчур, Красивым волосом коня-иноходца Натуго оструненный, звучит… |

## Публикации
- Калкин, Алексей Григорьевич. Очы-Бала (Сказки): алтай чорчоктор. — Горно-Алтайск: Горно-Алт. обл. нац. изд-во, 1951. — 36 с.
- Калкин, Алексей Григорьевич. Маадай-Кара. Очы-Бала : Алтайские героические сказания / Сказитель Алексей Калкин; Поэтич. пер. с алт. А. Плитченко; Вступ. ст. А. Адарова; Рецензенты: А. Преловский, В. Ларичев, А. Романов. — М.: Современник, 1983. — 288 с. — 50 000 экз. (в пер.)

В 1997 году в 15-м томе «Памятников фольклора народов Сибири и Дальнего Востока» опубликована последняя версия сказания, записанного Алексеем Калкиным в Новосибирске в 1987 году.

## В музыке
- В 2001 году Болот Байрышев написал песню «Altin-Tuu» (Алтын-Туу) (альбом «Kai of Altai. Alas»), текст которой — благопожелание топшура из эпоса Очы-Бала. Позже эта песня в сокращённой и обработанной форме стала саундтреком к фильму «Охота на пиранью» под названием «тема эвенка».
- Группа Belukha Jam выпустила песню Ochi Bala, которая по сути является переводом отрывка из эпоса на английский.
- Группа Кара Даг выпустила песню «Очы-Бала», текст которой — благопожелание топшура из эпоса Очы-Бала.
- Исполнитель Шуурган написал песню «Очы-Бала», текст которой — благопожелание топшура из эпоса Очы-Бала.
- «Шаман-диджей» Тюргэн Кам выпустил песню «Очы-Бала. (remix The Glitch Mob Fortune Days)», текст которой — благопожелание топшура из эпоса Очы-Бала.

## Интересные факты
- В 1993 году в ходе проведения раскопок на могильнике Ак-Алаха обнаружена мумия молодой женщины возрастом примерно 25 лет, прозванная Принцесса Укока, Алтайская принцесса. Принцесса соединилась в сознании народа с богатыркой Очи-Бала, то есть стала персонажем одноименного алтайского героического эпоса. Местное население называет её Ак-Кадын[3].